# AutoCAD
AutoCAD je software pro 2D a 3D projektování a konstruování (CAD), vyvinutý firmou Autodesk. Na jádru Autodesk byla Autodeskem vyvinuta sada profesních aplikací určených pro CAD v oblasti strojírenské konstrukce, stavební projekce a architektury, mapování a terénních úprav. AutoCAD poskytuje řadu API rozhraní (AutoLISP/VisualLISP, VBA, ObjectARX, .NET, JavaScript) a je tak i otevřenou platformou pro nadstavbové aplikace třetích firem.
Přestože AutoCAD existoval i pro jiné platformy (Unix, Macintosh), od roku 1994 jeho vývoj pokračoval jen na platformě Microsoft Windows (aktuální verze podporuje Windows 10 a Windows 11 (64bit); poslední verze s podporou Windows XP – 32 i 64bit – je 2014). Po delší přestávce se však AutoCAD v roce 2010 opět vrátil i na platformu Macintosh. První verze AutoCADu pochází z roku 1982. Aktuální verzí je AutoCAD 2025. AutoCAD je dodáván v nativní 64bitové verzi. Cloud verze AutoCAD s podporou web klientů a mobilních klientů je AutoCAD Mobile a AutoCAD web (dříve ‚AutoCAD 360‘‚ ‚AutoCAD WS‘). Existuje řada lokalizovaných verzí AutoCADu, mj. i verze česká. Čeština patřila k prvním jazykům, do kterých byl AutoCAD lokalizován (v říjnu 1988), společně s němčinou, italštinou a francouzštinou.
Nativním formátem výkresů AutoCADu je neveřejný souborový formát DWG, popř. jeho otevřená výměnná (textová) verze DXF. Oba tvoří de-facto standard pro výměnu 2D CAD dat. AutoCAD publikuje CAD data i do formátu DWF (resp. DWFx) a do PDF.
Od verze 2019 získávají předplatitelé AutoCADu i všechny jeho profesní verze, tedy funkce verzí Architecture, Mechanical, Electrical, MEP, Map 3D, Plant 3D a Raster Design – tzv. „One AutoCAD“ a navíc webovou a mobilní verzi. Vedle komerční licence AutoCADu nabízené formou pronájmu (subscription) nebo tzv. Flex tokenů (platba za skutečné použití, pay-per-use) existují i jeho výukové verze (EDU); studentské a školní licence profesních verzí AutoCADu jsou zdarma.

## Verze AutoCADu
- AutoCAD LT
- AutoCAD Web
- AutoCAD Mobile
- AutoCAD Mechanical
- AutoCAD Electrical
- AutoCAD Architecture
- AutoCAD MEP
- AutoCAD Map 3D
- AutoCAD Civil 3D
- AutoCAD Plant 3D

### AutoCAD LT
AutoCAD LT je limitovaná verze AutoCADu, stojí méně než normální či profesní AutoCAD (roční subscription okolo 10 000 Kč oproti 50 000 Kč za plnou verzi). Oproti plné verzi AutoCADu je AutoCAD LT omezen v řadě funkcí. Především nemá možnosti modelování a práce ve 3D, nepodporuje některé pokročilejší funkce a nemá integrované pokročilé programovací rozhraní, do verze 2023 nepodporuje ani LISP programy a aplikační nadstavby (od verze 2024 již podporuje AutoLISP, s několika menšími omezeními). DWG formát výkresů je ale plně kompatibilní. Seznam všech rozdílů mezi oběma verzemi je např. na webu Autodesku.

### AutoCAD Web
AutoCAD Web je samostatná verze AutoCADu (její licence je ale součástí desktop verze AutoCADu a AutoCADu LT) pracující ve webovém prohlížeči, bez nutnosti instalace. Umožňuje prohlížet, vytvářet a editovat 2D soubory DWG s plnou kompatibilitou. Výkresové soubory jsou synchronizovány prostřednictvím cloudu s desktop verzí. Můžete rovněž využívat sdílené knihovny bloků. V omezené míře podporuje i AutoLISP aplikace.

## Historie vydání
- Verze 1.0 (Release 1) – prosinec 1982
- Verze 1.2 (Release 2) – duben 1983
- Verze 1.3 (Release 3) – srpen 1983
- Verze 1.4 (Release 4) – říjen 1983
- Verze 2.0 (Release 5) – říjen 1984
- Verze 2.1 (Release 6) – květen 1985
- Verze 2.5 (Release 7) – červen 1986
- Verze 2.6 (Release 8) – duben 1987
- Release 9 – září 1987
- Release 10 – říjen 1988 (první vydání v češtině)
- Release 11 – říjen 1990
- Release 12 – červen 1992 (poslední vydání pro Macintosh)
- Release 13 – listopad 1994 (poslední vydání pro IRIX)
- Release 14 – únor 1997
- AutoCAD 2000 (R15.0) – březen 1999
- AutoCAD 2000i (R15.1)– červenec 2000
- AutoCAD 2002 (R15.6) – červen 2001
- AutoCAD 2004 (R16.0) – březen 2003
- AutoCAD 2005 (R16.1) – březen 2004
- AutoCAD 2006 (R16.2) – březen 2005
- AutoCAD 2007 (R17.0) – březen 2006
- AutoCAD 2008 (R17.1) – březen 2007 (první verze pro Windows Vista a 64-bit)
- AutoCAD 2009 (R17.2) – březen 2008
- AutoCAD 2010 (R18.0) – březen 2009 (první verze pro Windows 7)
- AutoCAD 2011 (R18.1) – březen 2010 (vč. prvního vydání pro Macintosh po přestávce)
- AutoCAD 2012 (R18.2) – březen 2011
- AutoCAD 2013 (R19.0) – březen 2012
- AutoCAD 2014 (R19.1) – březen 2013
- AutoCAD 2015 (R20.0) – březen 2014
- AutoCAD 2016 (R20.1) – březen 2015
- AutoCAD 2017 (R21.0) – březen 2016
- AutoCAD 2018 (R22.0) – březen 2017
- AutoCAD 2019 (R23.0) – březen 2018
- AutoCAD 2020 (R23.1) – březen 2019
- AutoCAD 2021 (R24.0) – březen 2020
- AutoCAD 2022 (R24.1) – březen 2021
- AutoCAD 2023 (R24.2) – březen 2022
- AutoCAD 2024 (R24.3) – březen 2023
- AutoCAD 2025 (R25.0) – březen 2024